# 몽테스키외
샤를 루이 세콩다 드 라 브레드 에 드 몽테스키외 남작(프랑스어: Charles-Louis de Secondat, Baron de La Brède et de Montesquieu, 1689년 1월 18일 ~ 1755년 2월 10일), 간단히 몽테스키외(Montesquieu)는 계몽주의 시대의 대표적인 프랑스 정치사상가이다. 권력분립론에 관한 명확한 설명으로 유명한데, 이 권력분립론은 정부에 대한 근대의 논쟁에서 허용되었고, 전세계 많은 헌법에서 이를 규정하고 있다. 자유주의 입장에서 권력분립에 의한 법치주의를 제창하였다.
법학과 관련하여서는, 몽테스키외는 토머스 홉스와 스피노자의 사회물리학(social physics)의 영향을 받아 법의 연구를 가치판단으로부터 "순수화"시키고 체계적인 경험적 관찰에 기초시키려 시도한 점에서 법사회학적 관점에서도 주목되고 있다.
저서 《법의 정신》(프랑스어: Esprit des Lois, 1748년)을 남겼다. 《법의 정신》은 두 가지 취지를 가지는데, 하나는 법 규범의 형식적인 껍질 아래에서 법 규범과 통치 형태와의 관련성 및 여러 정치적 집단과의 관련성을 탐구하려는 취지이며, 다른 하나는 여러 종류의 정치적·법적 유형의 발생을 다른 여러 사회현상과 관련시켜 설명하여 주는 자연적 법칙을 정립하려는 것이다.
《법의 정신》에서 ‘여러 사물의 본성(本性)으로부터 발생하는 여러 관계’를 가지고 법이라 규정하는 인과적(因果的)·합리적(合理的) 방법을 사용하였다. 《로마인(人)의 성쇠》(1734년)에서 벌써 취급되었으나 기후·종교·민족성 등의 사물을 매개로 하여 법의 정신을 다채롭게 전개하였으며, 중국·일본 등에 대해서도 언급하고 있다.

## 생애

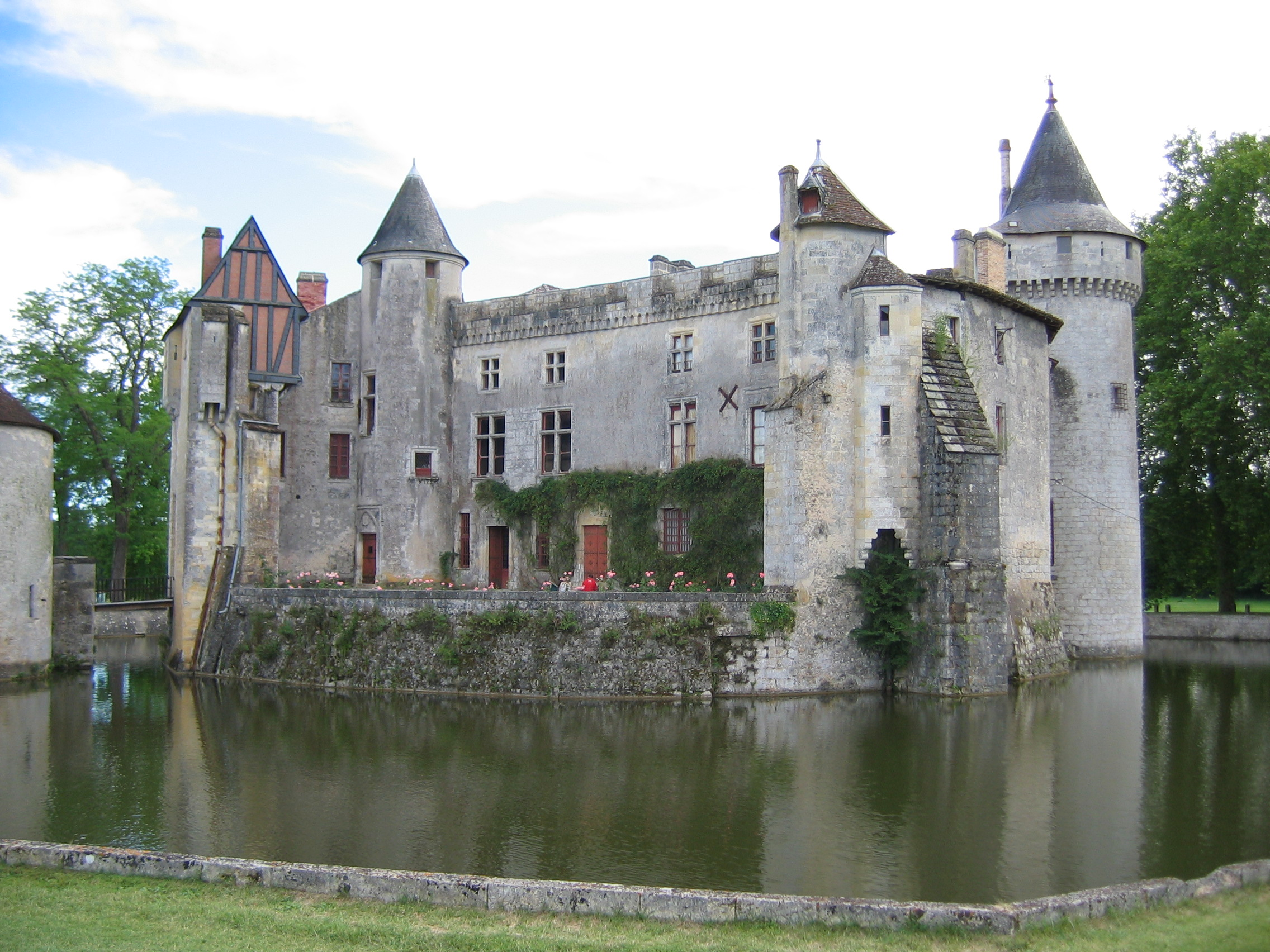
몽테스키외의 생가인 샤또 드 라 브레드

몽테스키외는 프랑스의 남서부에 있는 샤토 드 라 브레드에서 태어났다. 그는 로마 가톨릭교회에서 운영하였던 줄리아 컬리지를 졸업한 후 26세에 개신교도였던 아내 장 드 라르티귀를 신부로 맞아들였다. 그의 아내는 부유한 귀족 집안 출신이었으며 결혼 지참금으로 포도 농장의 소유권을 가져왔다. 몽테스키외는 귀족이었으나 장남이 아니었기 때문에 작위와 봉토를 물려받을 수 없는 처지였다. 그러나 결혼한 이듬해에 백부가 사망하였고, 그의 유서에 따라 백부의 작위와 봉토를 계승하여 제2대 몽테스키외 남작(프랑스어: Baron de secondat Montesquieu, 바론 드 세콘다 몽테스키외)가 되었다. 작위를 상속하기 전 몽테스키외의 원래 이름은 샤를 루이 드 스공이었다. 백부의 작위를 상속한 몽테스키외는 백부가 맡고 있었던 보르도의 지방법원의 원장직 역시 계승하게 되었다.
몽테스키외가 보르도 지방법원의 원장에 취임하게 된 무렵 잉글랜드에서는 명예혁명이 일어나 입헌군주제가 선포되었다. 그 후 1707년 연합법에 의해 스코틀랜드가 합병되어 그레이트 브리튼 왕국이 세워졌다. 1715년에 오랫동안 재위하였던 루이 14세가 사망하고 루이 15세가 즉위하였다. 이후 프랑스 왕국의 앙시앵 레짐은 여러 부문에서 파열음을 일으키기 시작하였다. 이러한 사정은 이후 몽테스키외의 주요 관심사가 되었으며 그의 저작에서 여러 차례 반복되어 서술되고 있다.
1721년에 《페르시아인의 편지》라는 글을 발표하여 당시의 정치와 사회를 비꼬았다. 이에 진로를 고심하던 몽테스키외는 세습하여 물려받은 그의 법원 원장직을 경매로 처분하고 파리로 이주하여 연구와 저술에만 전념하게 된다. 그 후 법률 연구를 위하여 각국을 여행하였는데, 특히 영국 정치의 좋은 점에 감명을 받았다. 1734년에 선보인 《로마인의 흥망성쇠 원인론》은 몽테스키외의 이름이 유럽 전체에 알려지게 된 계기가 되었다.

## 법의 정신
1748년에 《법의 정신》을 발표하였는데, 이 책에서 그는 법학 연구에 처음으로 역사 법학적, 비교 법학적, 사회학적 방법을 적용하여 법학의 발전에 기여하였다. 《법의 정신》은 당시 정치 사상에 커다란 영향을 끼쳤다. 그는 여기서 군주정, 귀족정, 민주정이라는 과거 이론가들의 고전적 구분법을 버리고 자신의 고유한 분석틀에 따라 각 정부형태들의 활동원리를 정의했다. 그는 공화정은 덕, 군주정은 명예, 독재정은 공포에 기초하고 있다고 보았다. 그는 또 최초로 입법권, 사법권, 행정권으로 권력을 나누는 삼권분립설, 입헌 군주 제도론 등을 전개하는 한편, 전제주의를 극력 공격하면서 법은 각국의 여러 환경에 적합한 고유한 것이어야 한다고 주장했다. 그의 이런 주장은 인권 선언과 미국 헌법에도 영향을 미쳤다.
로마 가톨릭교회는 《법의 정신》을 금서 목록에 올려 금서로 지정하였다. 몽테스키외는 이에 항의해 1750년《법의 정신에 대한 변론》이라는 책을 출판했다.
그는 디드로, 달랑베르 등이 편찬한 《백과전서》에도 협력하는 등 프랑스 혁명의 사상적 토대를 만드는 데 공헌하였다. 혁명이 시작되자 그의 사상이 실현되는 듯하였으나, 삼권 분립론을 제외하고는 그 영향력을 잃었다.
몽테스키외는 물레방아가 농업 노동자의 일을 빼앗아갔다고 비난한 바 있다. 그렇다

## 미국에서의 몽테스키외의 영향
초창기 미국사회에서의 가장 유명한 프랑스인은 온건하고 주의 깊은 몽테스키외였다. 존 로크처럼 그의 작품인 법의 정신은 실험적이며, 장황하고, 불일치적인 면으로 파편적인 지식을 제공하였다. 추측컨대, 그는 이신론자였을 것이며, 종교를 상대적으로 묘사하였고, 실용주의적인 면에서는 영국의 관용주의자와 같았다.

## 같이 보기
- 환경 결정론
- 자유주의
- 나폴레옹 보나파르트

## 참고 문헌
몽테스키외의 저서

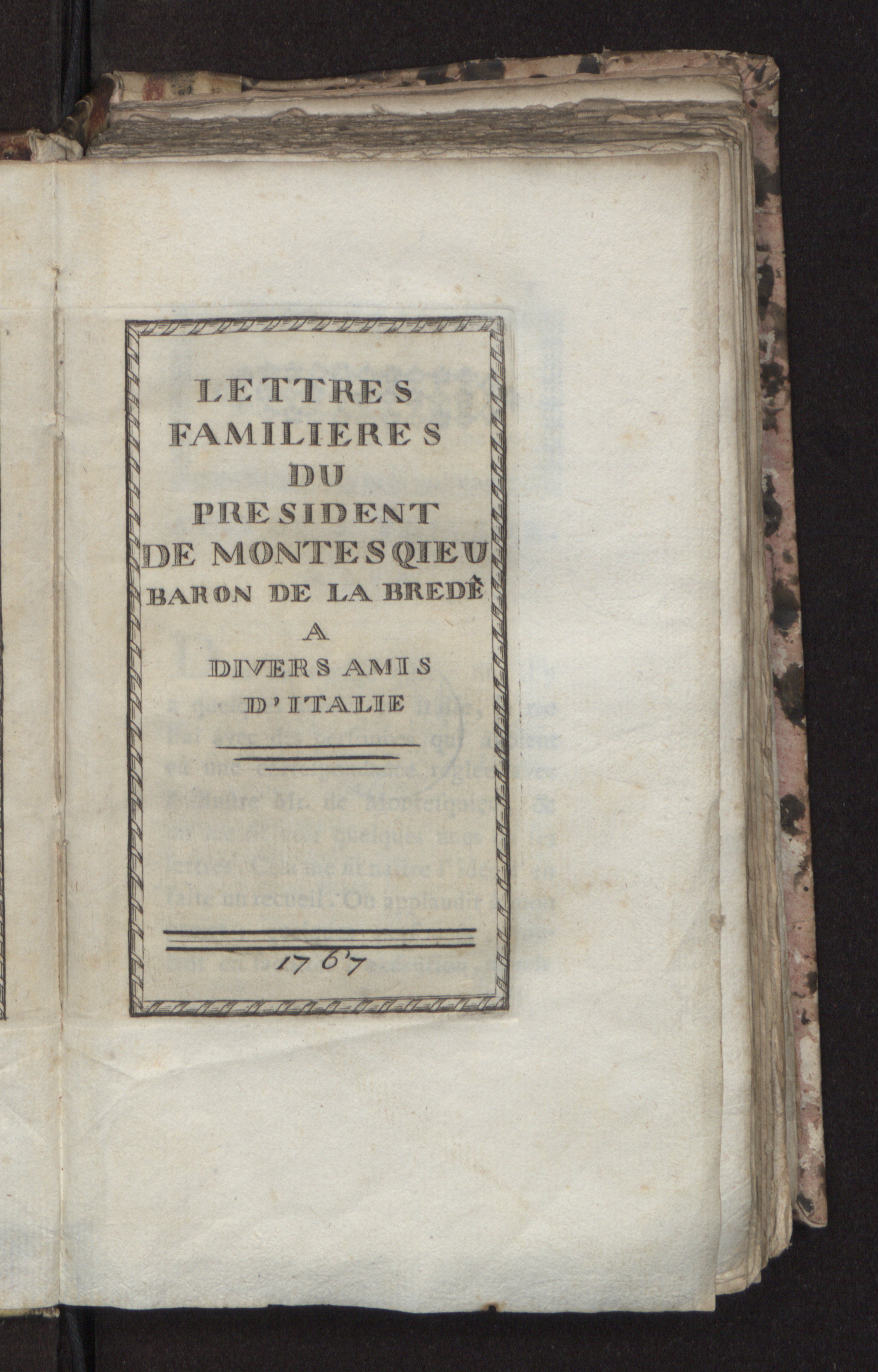
Lettres familieres a divers amis d'Italie, 1767

- 《페르시아인의 편지》 - 이수지 역, 다른세상, 2002, ISBN 89-7766-037-8
- 《로마인의 흥망성쇠 원인론》 - 박광순 역, 범우, 2007, ISBN 89-91167-67-5
- 《법의 정신》 - 고봉만 역, 책세상, 2006, ISBN 00-06-80144-7

전기 및 평론
- 장세용, 몽테스키외의 정치사상, 한울, 1995, ISBN 89-460-2209-4

- 몽테스키외 『법의 정신』 / 진병운 pdf
- 이 문서에는 다음커뮤니케이션(현 카카오)에서 GFDL 또는 CC-SA 라이선스로 배포한 글로벌 세계대백과사전의 〈〈법의 발달〉, 몽테스키외〉 항목을 기초로 작성된 글이 포함되어 있습니다.